# عمر الباهي
عمر الباهي ولد في 14 مارس 1975 في تونس العاصمة، هو مهندس فلاحي وسياسي تونسي.

## السيرة الذاتية

### الدراسات
يعمل عمر الباهي كمهندس فلاحي، حيث تحصل على شهادة في الإنتاج النباتي من المعهد الوطني للعلوم الفلاحية بتونس، وعلى شهادة دراسات معمقة في علوم الأرض من المعهد الوطني الزراعي باريس غرينيون، إلى جانب دكتوراه من جامعة مونبلييه.

### المسار المهني
شغل بعد تخرجه عدة مناصب أكاديمية في المعهد الوطني للعلوم الفلاحية بتونس، ثم بعد الثورة التونسية في 2011، انضم للاتحاد التونسي للفلاحة والصيد البحري حيث تولى فيه عدة مهام منها أمين المال ونائب الرئيس المكلف بالإنتاج الحيواني. 

يعمل عمر الباهي كفلاح أساسا في مجال الزراعات الكبرى والتربية الحيوانية، وقام بإجراء عدة بحوث ودراسات أكاديمية في مجال تخصصه.

### المسار السياسي
عين في 27 أغسطس 2016 في منصب كاتب دولة لدى وزير الفلاحة والموارد المائية والصيد البحري مكلف بالإنتاج الفلاحي في حكومة يوسف الشاهد، وبقي سنة في هذا المنصب، قبل أن يعين في 12 سبتمبر 2017 في منصب وزير التجارة في نفس الحكومة.

## الحياة الخاصة
عمر الباهي متزوج وأب لطفلين.